# Jungfernheide
Jungfernheide er et område med skov og hede beliggende i Berlin i det nuværende distrikt Charlottenburg-Nord, en lokalitet i bydelen Charlottenburg-Wilmersdorf. Det har tidligere været et stort beskovet område, men det blev gradvist redueret i størrelse gennem byudvikling og militært brug. Den nyligt lukkede Flughafen Berlin-Tegel deler Jungfernheide med Volkspark Jungfernheide mod syd og det større, fortsat beskovede område mellem lufthavnen og Tegeler See.
Med oprettelsen af Groß-Berlin i 1920 blev Charlottenburg slået sammen med de tidligere distrikter Heerstraße og Jungfernheide og blev det 7. distrikt i Berlin.

## Navn
Områdets navn er en kombination af ordet Heide, der betyder hede, og Jungfer, der betyder "Ung adelskvinde" eller "pige" (jfr. Junker), fra det benediktinske kloster, der eksisterede i Spandau fra 1269 til det 16. århundrede og ejede området. Gaden Nonnendamm vedrører også nonnerne i Spandau.

## Historie

### Skov og jagtområde
Skoven og hedelandskabet øst for Spandau blev brugt som et kongeligt jagtområde indtil 1800. I 1823 blev skovområderne i Charlottenburg og Tegel udpeget som en ejendom (Gutsbezirk).

### Militær brug
Fra 1824 blev Jungfernheide brugt til militære øvelser og skyderier. I 1828 blev Reinickendorf- artilleriområdet flyttet dertil af Frederik Vilhelm 3. af Preussen. Kaserner blev opført mellem 1896 og 1901 for luftskibsbataljonen Luftschiffer-Batallion Berlin-Jungfernheide.

### Transitforbindelser
Jernbanestationen Berlin Jungfernheide blev åbnet i 1877. I dette år blev den vestlige del af Berliner Ringbahn også afsluttet, som primært blev bygget til militære formål. S-togtrafik mellem Jungfernheide og Sonnenallee-stationen i Berlin stoppede fra 1980 til 1997 delvis på grund af Berlinmuren. Siden genåbningen har Jungfernheide fungeret som et vigtigt knudepunkt i det nordvestlige Berlin og tilbyder skift mellem Ringbahn, U7 (Berlin U-Bahn), regionale tog, lokale- og ekspresbusser til den nærliggende, nyligt lukkede, Flughafen Berlin-Tegel. Lufthavnen blev opført efter 2. verdenskrig i hedelandskabet i Jungfernheide.

### Vandforsyning
I 1896 blev Jungfernheide-vandværket åbnet og leverede drikkevand fra Tegeler See. Anlægget har været afviklet siden 2001.

## Volkspark Jungfernheide
Volkspark Jungfernheide ligger på 146 hektar jord mellem Berlin-Spandau kanalen og Heckerdamm og er afgrænset mod vest af Jungfernheideweg og mod øst af Bundesautobahn 111.